# Uria aalge

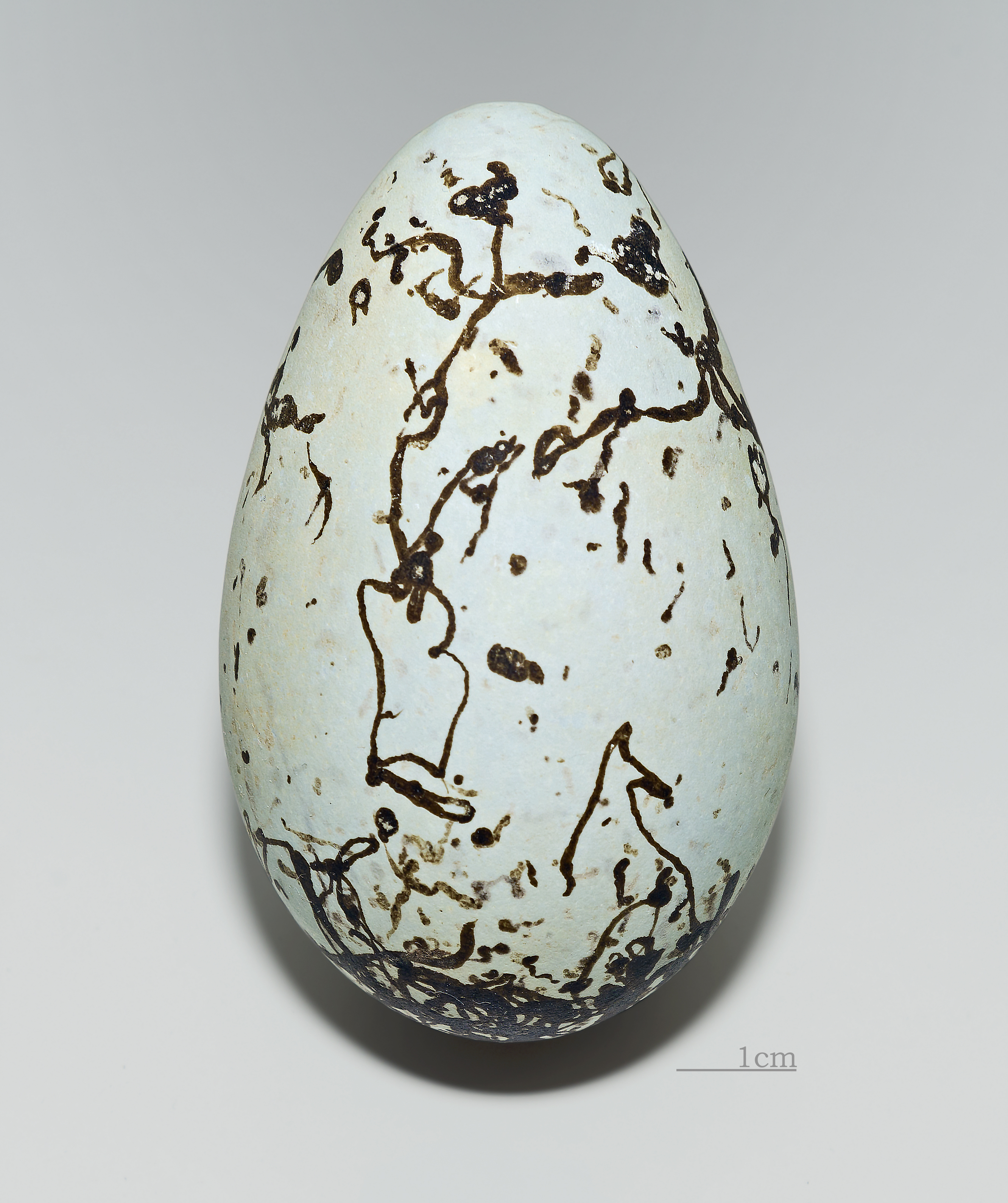
Huevo de Uria aalge

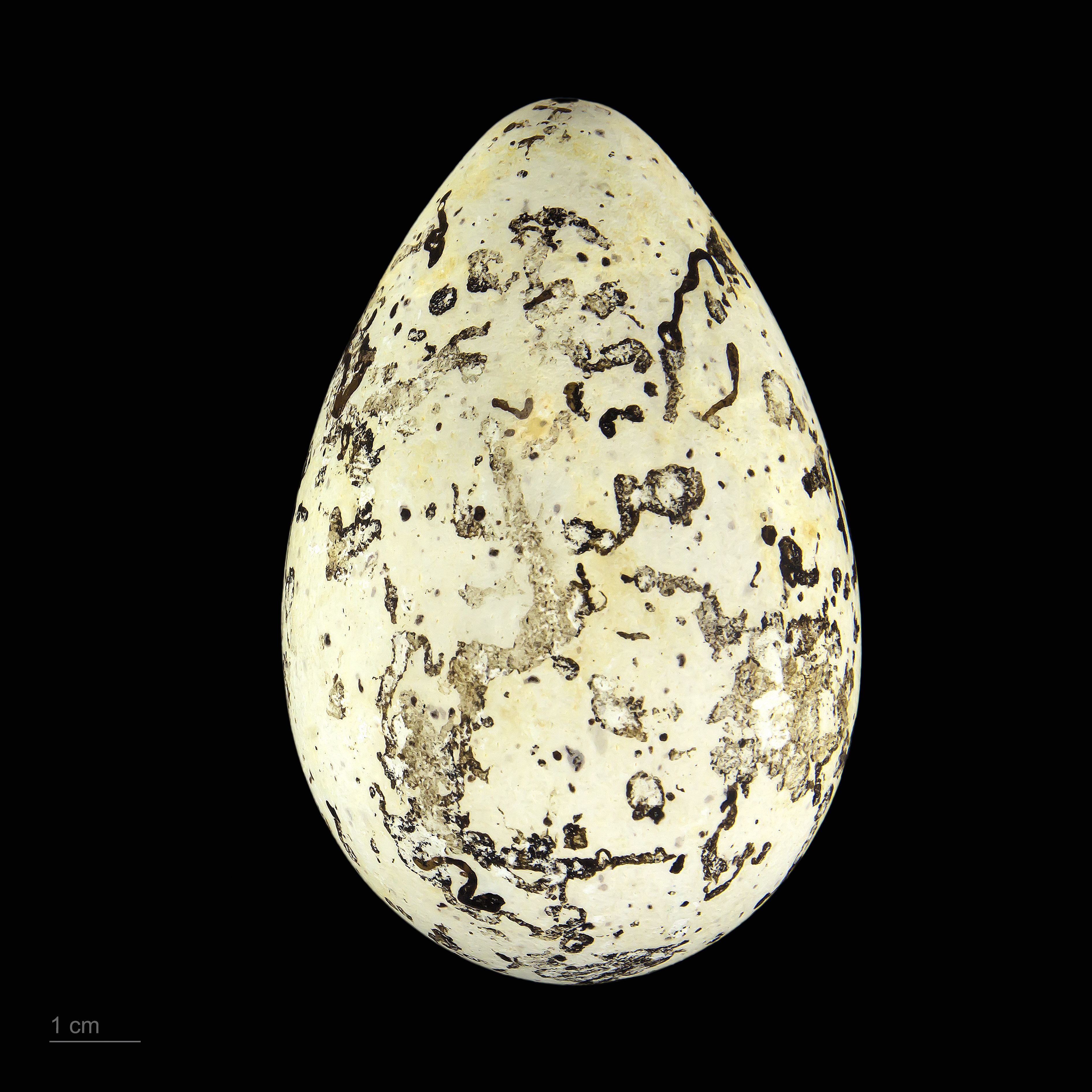
Huevo de Uria aalge aalge - MHNT

El arao común (Uria aalge) es una especie de ave caradriforme de la familia Alcidae nativa de Europa.

## Comportamiento
Junto con la gaviota tridáctila (Rissa tridactyla), domina las colonias marinas en las repisas de los acantilados en verano. Nada frente a la costa en grandes masas bajo los acantilados. Frente a los promontorios suelen ser vistos volando bajo y rápido.
En invierno, no obstante, aparecen en tierra sólo durante o después de los vendavales. Al sur de su ámbito son bastante pardos y se distinguen con facilidad del alca común (Alca torda); los norteños son más negros.

## Distribución
Su distribución es circumpolar, en el norte de los océanos Atlántico y Pacífico. Es escaso en las costas en invierno. Anida en las costas rocosas de Islandia, Escandinavia, Gran Bretaña, Irlanda y Portugal.

### Cese de nidificación en España
En Malpica de Bergantiños (España), antes del desastre del Prestige se contaban las últimas tres parejas conocidas, tras una población precedente ya escasa y en declive paulatino. Eso impide afirmar que desaparecieran por la catástrofe, pero no volvieron a anidar, perdiendo el estatus de nidificante en España, aunque su paso migratorio sigue incluyendo el noroeste español.

## Subespecies
El arao común tiene cinco subespecies:
- Uria aalge aalge (Pontoppidan, 1763)
- Uria aalge albionis Witherby 1923 - arao ibérico
- Uria aalge californica (Bryant, H., 1861)
- Uria aalge hyperborea Salomonsen, 1932
- Uria aalge inornata Salomonsen, 1932